# Niassa Company
Die Niassa Company (portugiesisch Companhia do Niassa, auch Nyassa Company und Nyassa Chartered Company) war eine britische Kolonialgesellschaft in Portugiesisch-Ostafrika (heute Mosambik). Sie existierte von 1891 bis 1929 und kontrollierte die Provinzen Cabo Delgado und Niassa.

## Geschichte
Gegen Ende des 19. Jahrhunderts wurde die portugiesische Herrschaft in Mosambik von Großbritannien und Deutschland bedroht. Beide Staaten planten, das Land unter sich aufzuteilen, das an britische und deutsche Kolonien grenzte. Portugal hatte nicht die finanziellen Mittel, um Mosambik zu kolonialisieren. So wurde 1891 ein Drittel des Landes an britische Firmen verpachtet. Dazu wurde im März 1893 die Niassa Company gegründet; des Weiteren  die Mozambique Company und die Zambezi Company.
Zwar wurde die Niassa Company offiziell von dem portugiesischen Kaufmann Bernard Daupais eröffnet, doch Briten und Franzosen hielten die meisten Anteile. Dennoch erhielt sie den Auftrag, die Wirtschaft in den Provinzen Capo Delgado und Niassa auszubauen und dort die portugiesische Herrschaft zu sichern. Die Niassa Company kontrollierte mit den Provinzen Cabo Delgado und Niassa den Norden des heutigen Mosambik.

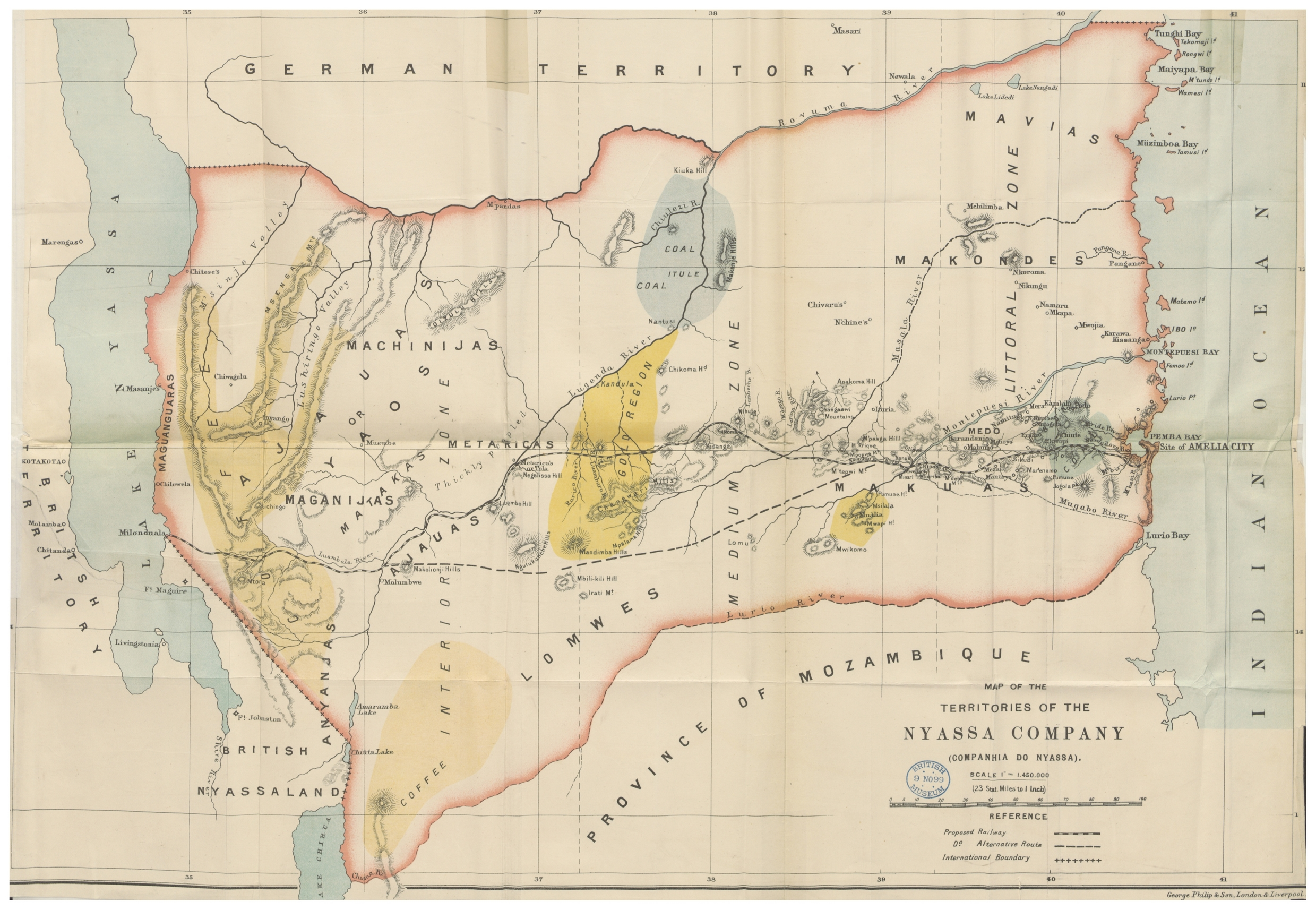
Gebietskarte der Nyassa Company, 1899.

1904 gründete die Niassa Company in der Provinz Cabo Delgado die Stadt Porto Amélia (das heutige Pemba) und machte sie zu ihrem Hauptsitz. Die Bewohner des von der Niassa Company kontrollierten Gebietes mussten so hohe Steuern zahlen, dass sie dazu gezwungen waren, auf den Plantagen der Company zu arbeiten, statt für sich selbst etwas anzubauen.
Am 28. Mai 1914 kaufte im Auftrag des Deutschen Reiches ein deutsches Bankenkonsortium die in London ansässige Gesellschaft. Bei Kriegsausbruch im August 1914 lagen die Verkaufsurkunden der Firma noch in London und wurden von der englischen Regierung als Feindvermögen beschlagnahmt.
Während des Ersten Weltkrieges wurde das Gebiet der Niassa Company 1917/18 von deutschen Truppen aus Deutsch-Ostafrika besetzt.
Das Unternehmen musste am 27. Oktober 1929 seine Gebiete der portugiesischen Kolonialregierung übergeben, da die portugiesische Regierung den Pachtvertrag nicht verlängert hatte. Sie wurde daraufhin aufgelöst.